# سفیره
سفیره (به عربی: السفیرة) یک منطقهٔ مسکونی در لبنان است که در شهرستان منیه ضنیه واقع شده‌است. سفیره ۵٫۷۱ کیلومتر مربع مساحت دارد.